# Kathrine Windfeld
Kathrine Windfeld, född 21 augusti 1966 i Köpenhamn, död 6 februari 2015, var en dansk filmregissör. Hon är bland annat känd för TV-serien Kronprinsessan (2006) och filmen Hamilton – I nationens intresse (2012).

## Biografi
Windfeld genomförde sin filmutbildning på den kända Statliga Filmskolan i Łódź 1990–1995 och Northern Film School vid University of Leeds 1994–1996. Hon arbetade därefter som regiassistent samt gjorde ett antal dokumentärfilmer innan hon började regissera spelfilm och tv-serier. Hon fick sitt genombrott som regissör med den svenska tv-serien Kronprinsessan 2006 och dess uppföljare baserade på Hanne-Vibeke Holsts politiska romaner. Windfeld regisserade sedan flera tv-serier, däribland delar av internationella framgångar som danska Brottet och dansk-svenska Bron. Hon gjorde två långfilmer för bio, danska Flykten (2009) och svenska  Hamilton – I nationens intresse (2012). Hennes sista regiuppdrag blev på den europeiska samproduktionen The Team, en tv-serie som sändes 2015.
Hon var också en av den danska oberoende tankesmedjan Mondag morgens utvalda 16 talespersoner inom olika specialområden som sedan januari 2011 skulle förestå det fiktiva "politiska partiet" Framtidens Danmark för att erbjuda en motvikt och förnyelse i den danska samhällsdebatten inför det förestående valet.

## Filmografi som regissör (urval)
- 2006 – Kronprinsessan (TV-serie)
- 2008 – Kungamordet (TV-serie)
- 2009 – Flykten
- 2010 – Wallander - Indrivaren (film, även del av TV-serie)
- 2010 – Wallander - Vittnet (film, även del av TV-serie)
- 2011 – Drottningoffret (TV-serie)
- 2012 – Brottet (TV-serie), säsong 3
- 2012 – Hamilton – I nationens intresse
- 2013 – Bron (TV-serie), säsong 2
- 2013 - Rita, dansk TV-serie, ej sänd i Sverige
- 2015 – The Team (TV-serie)